# Staircase (film)
Staircase is een Frans-Amerikaans-Britse filmkomedie uit 1967 onder regie van Stanley Donen.

## Verhaal
Twee mannen wonen al twintig jaar samen en werken in een kapperszaak. Ze zijn ook allebei gek op hun moeders. Hun vriendschap wordt op de proef gesteld, wanneer een van de moeders ziek wordt.

## Rolverdeling
| Acteur           | Personage          |
| ---------------- | ------------------ |
| Rex Harrison     | Charles Dyer       |
| Richard Burton   | Harry Leeds        |
| Cathleen Nesbitt | Moeder van Harry   |
| Beatrix Lehmann  | Moeder van Charles |
| Michael Rogers   | Travestiet         |
| Royston Starr    | Travestiet         |
| Jake Kavanagh    | Koorzanger         |